# Carlos Alberto Alves de Carvalho Pinto
Carlos Alberto Alves de Carvalho Pinto (São Paulo, 15 de marzo de 1910-São Paulo, 21 de julio de 1987), académico y político brasileño.

## Biografía
Era sobrino del presidente Francisco de Paula Rodrigues Alves. Estudió leyes en la Universidad de São Paulo.
Fue gobernador por el estado de São Paulo.
Durante la presidencia de João Goulart ocupó la titularidad del Ministerio de Hacienda en 1963, debiendo renunciar por las presiones de varios políticos radicalizados.
Fue senador por el estado de São Paulo en 1966-1974.